# Silvinella wirraninna
Silvinella wirraninna är en insektsart som beskrevs av Otte, D. och R.D. Alexander 1983. Silvinella wirraninna ingår i släktet Silvinella och familjen syrsor. Inga underarter finns listade i Catalogue of Life.